# Koutcherla

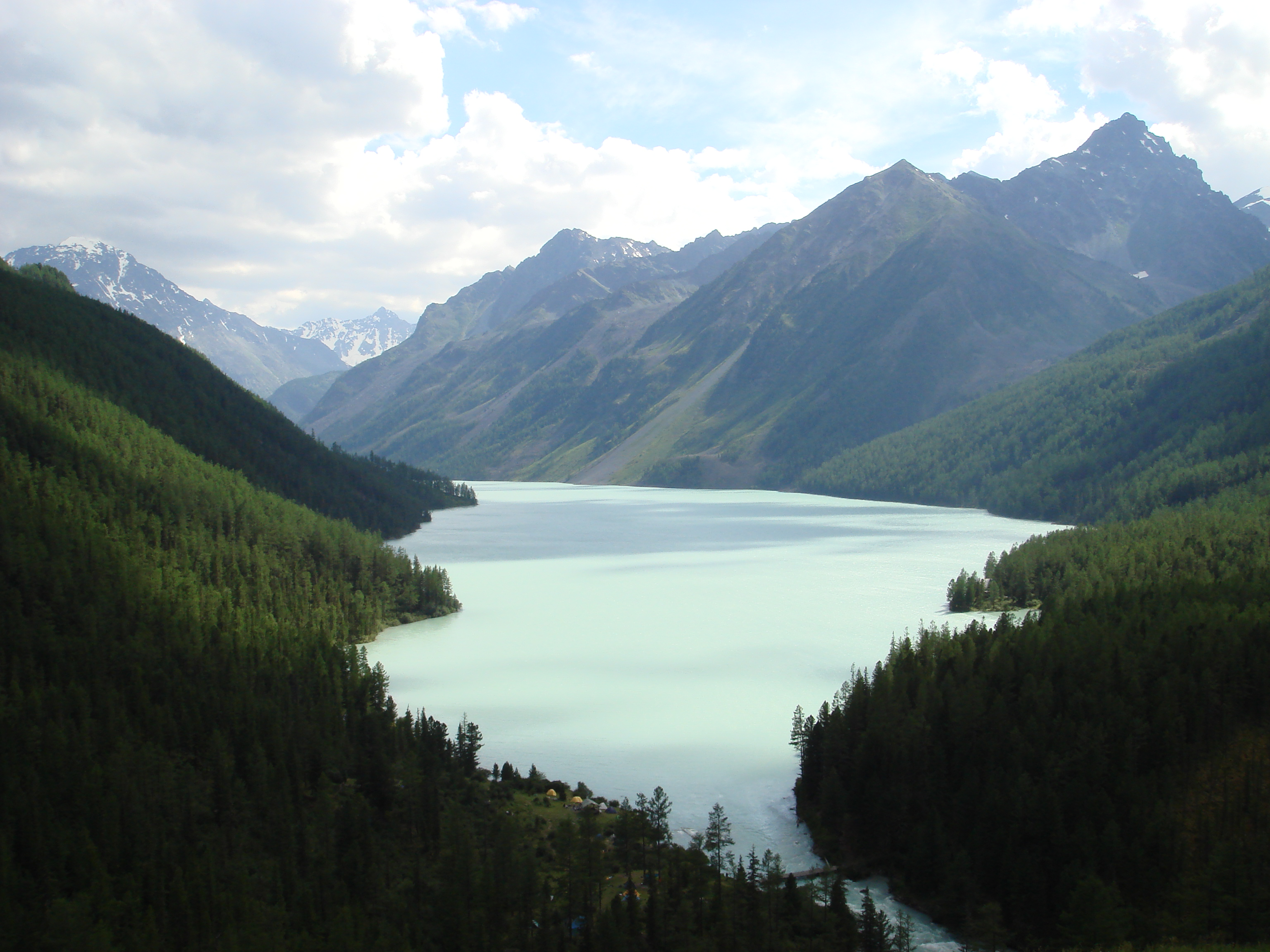
La Koutcherla forme le lac Koutcherlinskoïe

La Koutcherla (en russe : Кучерла) est une rivière de Russie qui coule dans la république de l'Altaï, en Sibérie occidentale. C'est un affluent de la rivière Katoun en rive gauche, donc un sous-affluent de l'Ob.

## Géographie
La Koutcherla est avant tout l'émissaire du glacier homonyme, situé sur le flanc est du mont Béloukha, le plus haut sommet du massif de l'Altaï, au sein de la chaîne appelée monts Katoun. Elle naît de la confluence d'une série de petits ruisseaux eux-mêmes issus du glacier. Dès sa formation, la rivière se dirige droit vers le nord. Dans son cours supérieur, elle forme le lac Koutcherlinskoïe (ou lac de la Koutcherla), d'origine glaciaire, superbement inséré dans un cadre de haute montagne.
Après un parcours de quelque 60 kilomètres, la Koutcherla se jette dans le Katoun en rive droite, à une altitude de 850 mètres, au niveau des villages de Koutcherla et de Tioungour.
La Koutcherla présente la particularité d'avoir des eaux de couleur laiteuse, ce que les Suisses ont appelé Gletschermilch (lait de glacier).
Sa pente moyenne est de 22,9 mètres par kilomètre.

## Hydrométrie - Les débits à Koutcherla
Le débit de la Koutcherla a été observé pendant trente-trois ans (durant la période 1963-2000) à Koutcherla, station hydrométrique située à 2 kilomètres en amont de son point de confluence, et à une altitude de 880 mètres . 
Le débit inter annuel moyen ou module observé à Koutcherla sur cette période était de 13,54 m3/s pour une surface prise en compte de 637 km², soit la quasi-totalité du bassin versant total de la rivière qui en compte 640.
La lame d'eau écoulée dans le bassin versant atteint ainsi le chiffre de 681 millimètres par an, ce qui est très élevé, et résulte de l'abondance des précipitations arrosant ce petit bassin de haute montagne. 
Comme presque partout en Sibérie, et notamment dans l'Altaï, la Koutcherla présente des fluctuations saisonnières de débit élevées. Les hautes eaux se déroulent en été, et se caractérisent par des débits mensuels moyens allant de 32,4 à 45,1 m3/s, de juin à août inclus (avec un sommet en juillet). Dès le mois d'août, le débit diminue progressivement et cette baisse se poursuit jusqu'à la fin de l'automne. En octobre et novembre la baisse de débit s'accélère, ce qui mène aux basses eaux d'hiver qui ont lieu de novembre à avril, avec une baisse du débit mensuel moyen allant jusqu'au niveau de 1,11 m3/s aux mois de février et de mars (minimum d'étiage). 
Mais les fluctuations de débit sont plus importantes calculées sur de courtes périodes.  
Le débit moyen mensuel observé en février-mars constitue moins de 3 % du débit moyen du mois de juillet (45,1 m3/s), ce qui souligne l'amplitude importante des variations saisonnières. Ces écarts peuvent être plus importants selon les années. Sur la durée d'observation de 33 ans, le débit mensuel minimal a été de 0,37 m3/s (en février 1989), tandis que le débit mensuel maximal s'élevait à 73,2 m3/s en juillet 1969.
En ce qui concerne la période estivale, la plus importante car libre de glaces (de juin à septembre inclus), le débit mensuel minimum observé a été de 8,39 m3/s en septembre 1974, ce qui restait encore fort appréciable.